# 羅斯福 (紐約州)
羅斯福（英語：Roosevelt）是位於美國紐約州拿騷縣的普查規定居民點。

## 人口
根據2020年美國人口普查的數據，羅斯福的面積為4.61平方千米，當中陸地面積為4.58平方千米，而水域面積為0.03平方千米。當地共有人口18066人，而人口密度為每平方千米3,918.87人。